# Allium hirtovaginum
Allium hirtovaginum är en amaryllisväxtart som beskrevs av Candargy. Allium hirtovaginum ingår i släktet lökar, och familjen amaryllisväxter. Inga underarter finns listade i Catalogue of Life.